# Олійник Анатоль Андрійович
Олійник Анатоль Андрійович (*9 листопада 1902 р. — †24 серпня 1936 р.) — український поет доби Розстріляного відродження.

## Життєпис

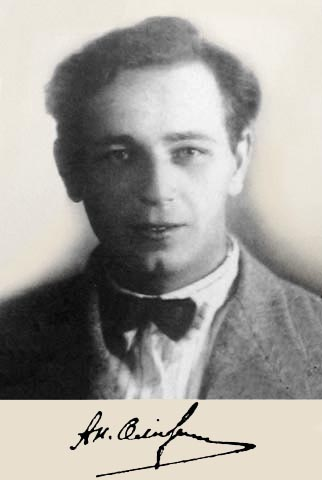

Народився в м. Борзні на Чернігівщині. Батько його працював службовцем у земстві, мати походила із збіднілої дворянської родини.
У роки громадянської війни, коли влада в Україні часто переходила з рук в руки, життя Анатоля Олійника ледь не обірвалось. Червоні, які саме зайняли Борзну, випустили ув'язнених з місцевої в'язниці і тимчасово замкнули на її подвір'ї декількох виловлених бродячих собак. Ватага гімназистів, серед яких був і Анатоль Олійник, пустуючи, відбила замок і випустила собак, залишивши напис: «Лєнін дав собакам амністію.» Хтось це побачив і доніс новій владі. Чималу групу гімназистів заарештували і якоїсь ночі повели за місто, щоб у полі розстріляти. Коли дійшли до останніх хат, заарештовані кинулися врозтіч. Конвоїри відкрили вогонь і застрелили декількох гімназистів, іншим, у їх числи і Анатолю Олійнику, вдалося втекти.
Ця подія позначилась на змісті ряду віршів («З тюрми», «За брамою», «Їх розстріляли», «Ґрати, мури і підмурки», «В тюрмі»). Навчаючись у педтехнікумі, Анатоль Олійник об'єднує навколо себе творчу молодь, це об'єднання починає випускати літературний альманах.

## Життя і робота
З 1924 року Анатоль Олійник працює у Конотопі викладачем української мови і літератури у школі № 2 і коректором у місцевій газеті «Селянські вісті». Активно друкується у журналах «Молодняк», «Червоні квіти», іншій періодиці. У школі організує драмгурток і літературний гурток, який випускає рукописний альманах. Часто навідує Харків, де зав'язує дружні стосунки з В. Сосюрою і іншими письменниками.
Несподівано у листопаді 1929 р. поет був заарештований по інспірованій тогочасним ДПУ справі Спілки визволення України. І хоч ув'язнення тривало лише 33 дні, Анатоль Олійник надалі вже не зміг працювати у Конотопі і друкуватись. Він переїздить у село Андрушівку на Вінниччині. Там у школі організовує драмгурток, який показує вистави у навколишніх селах. Один із його учнів — гуртківців того часу Валентин Речмедін став пізніше відомим письменником.
Закінчивши заочно педінститут, з вересня 1932 р. Анатоль Олійник переїздить вчителювати у Житомир. Але невдовзі в Україні почалась нова хвиля репресій проти творчої інтелігенції. Рятуючись від можливих репресій, поет їде у Москву, там укладає угоду з постпредставництвом Каракалпацької АРСР і у грудні 1932 р. їде у Турткуль, тодішню столицю автономної середньоазіатської республіки. Там працює зав. відділом культури у редакції газети «Советская Каракалпакия», викладає у педтехнікумі російську мову і літературу, друкується у тамтешній періодиці. Він бере участь в організації спілки письменників у Каракалпакії і обирається членом правління спілки. З осені 1935 р. працює доцентом Бухарського педінституту.
В кінці весни 1936 р. Анатоль Олійник під час відпустки їде в Україну, але по дорозі захворює на запалення легенів. Хвороба ускладнилася гнійним плевритом, і поет 24 серпня 1936 р. помер у Жовтневій лікарні Києва. Похований у рідній Борзні.

## Творчість
У творчості Анатоля Олійника переважає пейзажна і інтимна лірика, де при радянській владі, за його словами, можна було писати те, що думаєш.
Якщо вважати, що у кожного поета має бути свій програмний, так би мовити, коронний вірш, то у Анатоля Олійника таким віршем, мабуть, є «Співай, печаль»
 

Співай, співай, моя печаль,

```
Дитинно
 
— колисково…

А я гостритиму меча,

Сталитиму підкови.
```

       Ще стільки темряви у нас,

       Ще непролазні хащі…

       Незавойована весна,

       І стільки днів пропащих.

```
Прийшла
 
— і будь.
```

     Твоя це ніч,

```
Як згадка про кохану.

Бува печаль в сто крат цінніш,

Аніж весілля п'яне.
```

       Співай, печаль…

             Далека путь,

       І збилися підкови.

       В душі у мене — як в степу,

с  Де трави колискові.

```
І дивно так: на трави меч!

(Аналіза й синтеза)
.

Співай, печаль!
```

             …А вітер дме!

```
…Крило на гостре лезо.
```

 

Окремими збірками вийшли твори Анатоля Олійника:
- «Вітрила напнуто» (Київ, 1971 р.),
- «Амурова декада» (Москва, 1998 р.),
- «Віват, життя» (Москва, 2006 р.).